# Tenis ziemny na Letnich Igrzyskach Olimpijskich 1908
Wyniki turnieju tenisa ziemnego rozegranego podczas Letnich IO w Londynie w 1908 r.:

## Singiel mężczyzn
| Lp. | Zawodnik          | Medal |
| --- | ----------------- | ----- |
| 1   | Josiah Ritchie    |       |
| 2   | Otto Froitzheim   |       |
| 3   | Wilberforce Eaves |       |

## Debel mężczyzn
| Lp. | Zawodnicy                          | Medal |
| --- | ---------------------------------- | ----- |
| 1   | George Hillyard / Reginald Doherty |       |
| 2   | Josiah Ritchie / James Parke       |       |
| 3   | Clement Cazalet / Charles Dixon    |       |

## Singiel halowy mężczyzn
| Lp. | Zawodnik       | Medal |
| --- | -------------- | ----- |
| 1   | Arthur Gore    |       |
| 2   | George Caridia |       |
| 3   | Josiah Ritchie |       |

## Debel halowy mężczyzn
| Lp. | Zawodnicy                           | Medal |
| --- | ----------------------------------- | ----- |
| 1   | Arthur Gore / Herbert Barrett       |       |
| 2   | George Caridia / George Simond      |       |
| 3   | Wollmar Boström / Gunnar Setterwall |       |

## Singiel kobiet
| Lp. | Zawodniczka       | Medal |
| --- | ----------------- | ----- |
| 1   | Dorothea Chambers |       |
| 2   | Dora Boothby      |       |
| 3   | Joan Winch        |       |

## Singiel halowy kobiet
| Lp. | Zawodniczka           | Medal |
| --- | --------------------- | ----- |
| 1   | Gladys Eastlake-Smith |       |
| 2   | Angela Greene         |       |
| 3   | Märtha Adlerstråhle   |       |